# لالی
لالی، شهری در شمال استان خوزستان و مرکز شهرستان لالی است.